# Helensburgh Football Club
Maillots
Helensburgh Football Club est un ancien club de football écossais basé à Helensburgh, Argyll and Bute et qui a été actif entre 1896 et 1928, membre de la Scottish Football League entre 1923 et 1926. 

## Histoire
Plusieurs clubs de football avaient déjà existé à Helensburgh, le premier fondé en 1874 et disparu en 1882, et deux autres aux durées de vie très courte, fondés en 1885 et 1886. Le Helensburgh Football Club est donc la quatrième incarnation d'un club de football dans la ville, et celle qui aura connu la plus longue et fructueuse carrière.
Domicilié à l'Ardencaple Park (en), ils rejoignirent la Western League avant d'intégrer la Scottish Football League en 1923 à l'occasion de la création de la Division 3. Ils participèrent aux trois saisons de cette nouvelle division, avant que celle-ci ne disparaisse pour des raisons financières, terminant respectivement à la 15e, 7e et 1e place. Ils ne furent toutefois pas sacrés champion car les matches du calendrier n'ont pas pu tous se tenir avant son arrêt. 
La fin de la Division 3 en 1926 sonna aussi la fin de la présence du club en Scottish Football League et, après avoir brièvement intégré la Scottish Football Alliance, le club disparut en 1928.